# التاویلا ویسنتینا
التاویلا ویسنتینا (به ایتالیایی: Altavilla Vicentina) یک سکونتگاه مسکونی در ایتالیا است که در استان ویچنزا واقع شده‌است.

## خصوصیات
التاویلا ویسنتینا ۱۶٫۶۳ کیلومترمربع مساحت و ۱۰٬۸۰۷ نفر جمعیت دارد و ۴۵ متر بالاتر از سطح دریا واقع شده‌است.